# Ormancık, Dernekpazarı
Ormancık là một xã thuộc huyện Dernekpazarı, tỉnh Trabzon, Thổ Nhĩ Kỳ. Dân số thời điểm năm 2011 là 125 người.